# Стерксел
Стерксел (нід. Sterksel) — село в нідерландській провінції Північний Брабант. Входить до муніципалітету Гезе-Ленде.
Його площа становить 17,62 км², а населення станом на 2021 рік складало 1 785 осіб.

## Галерея

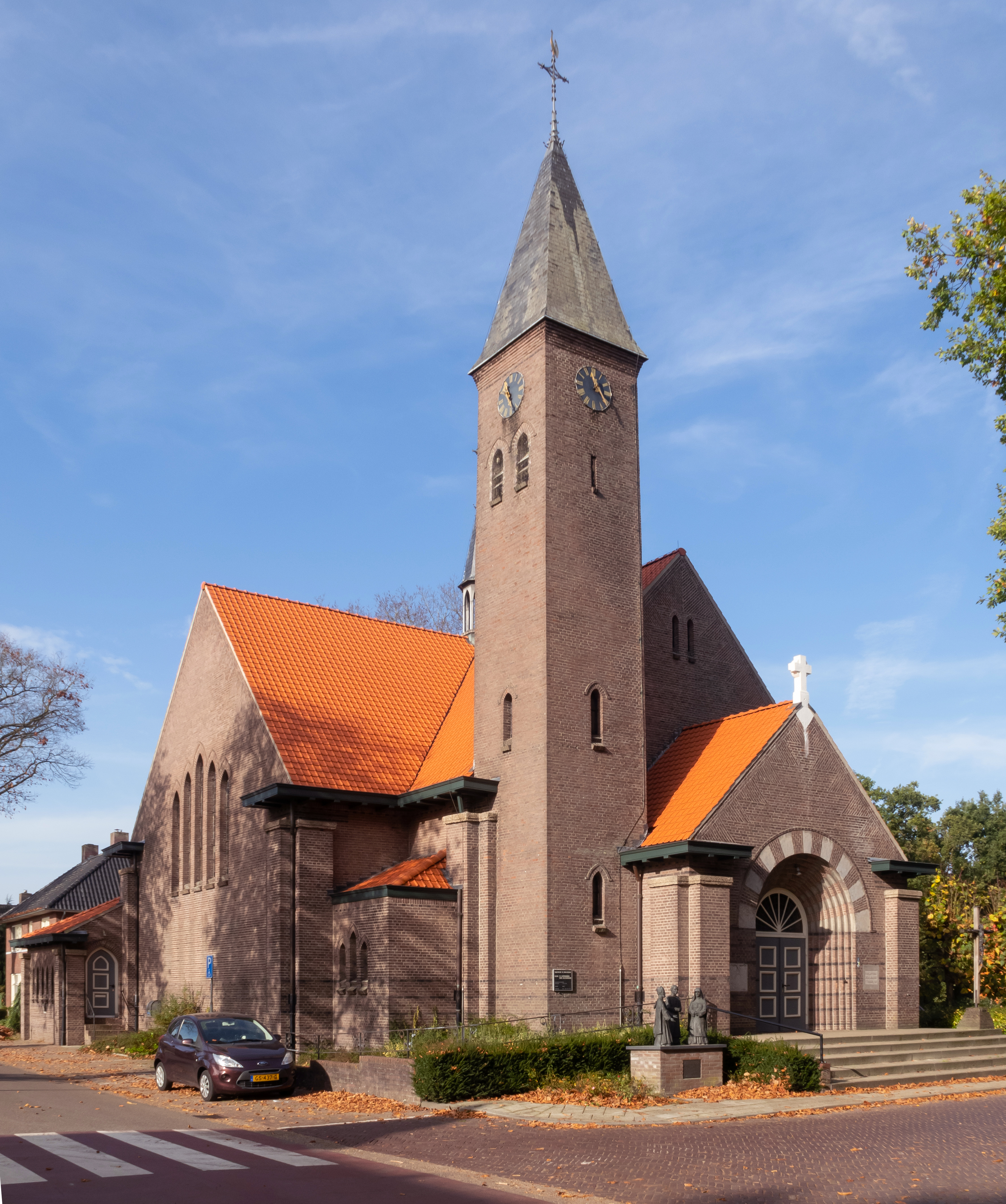
Церква св. Катарини
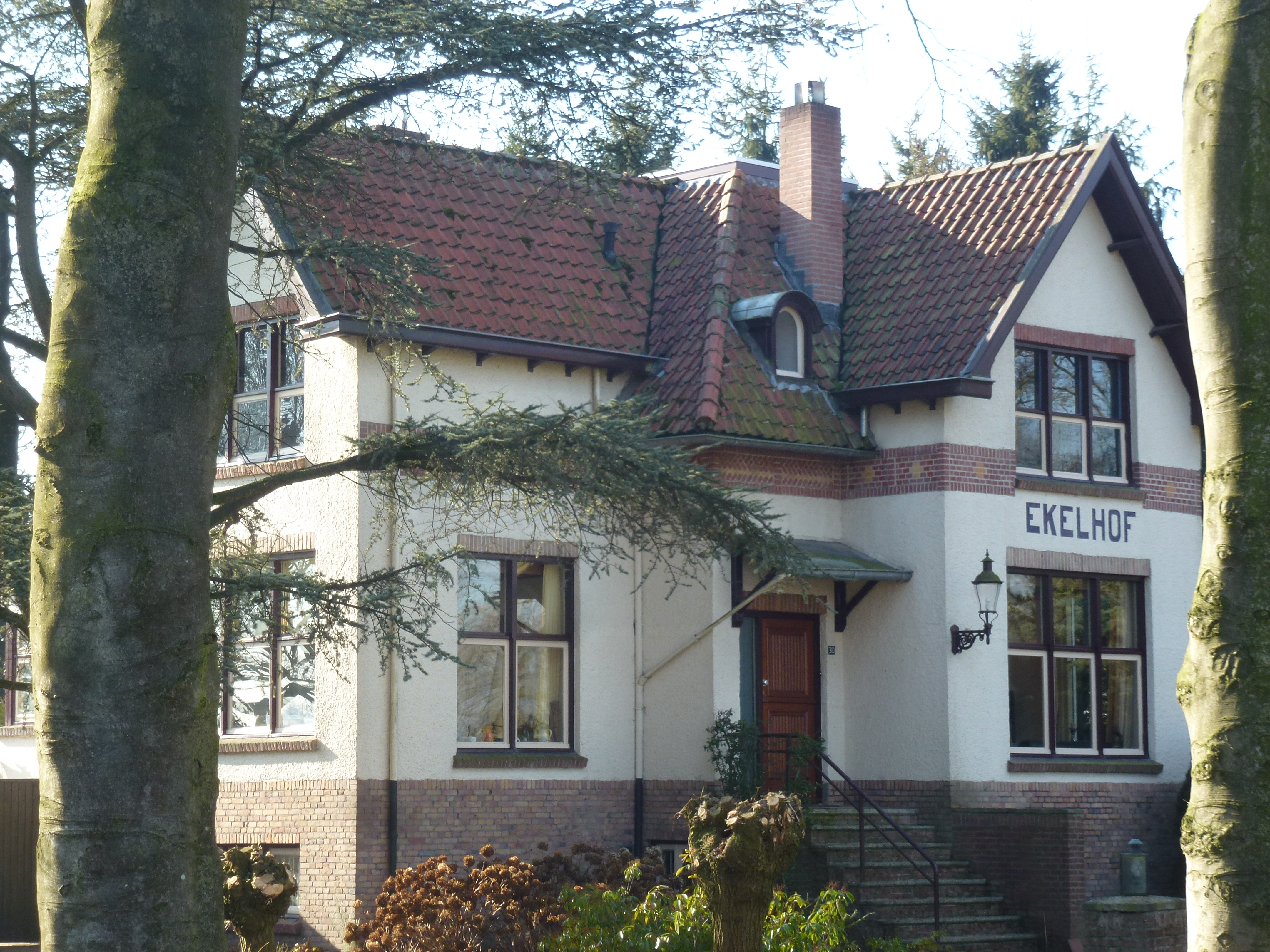
Вілла Екелгоф
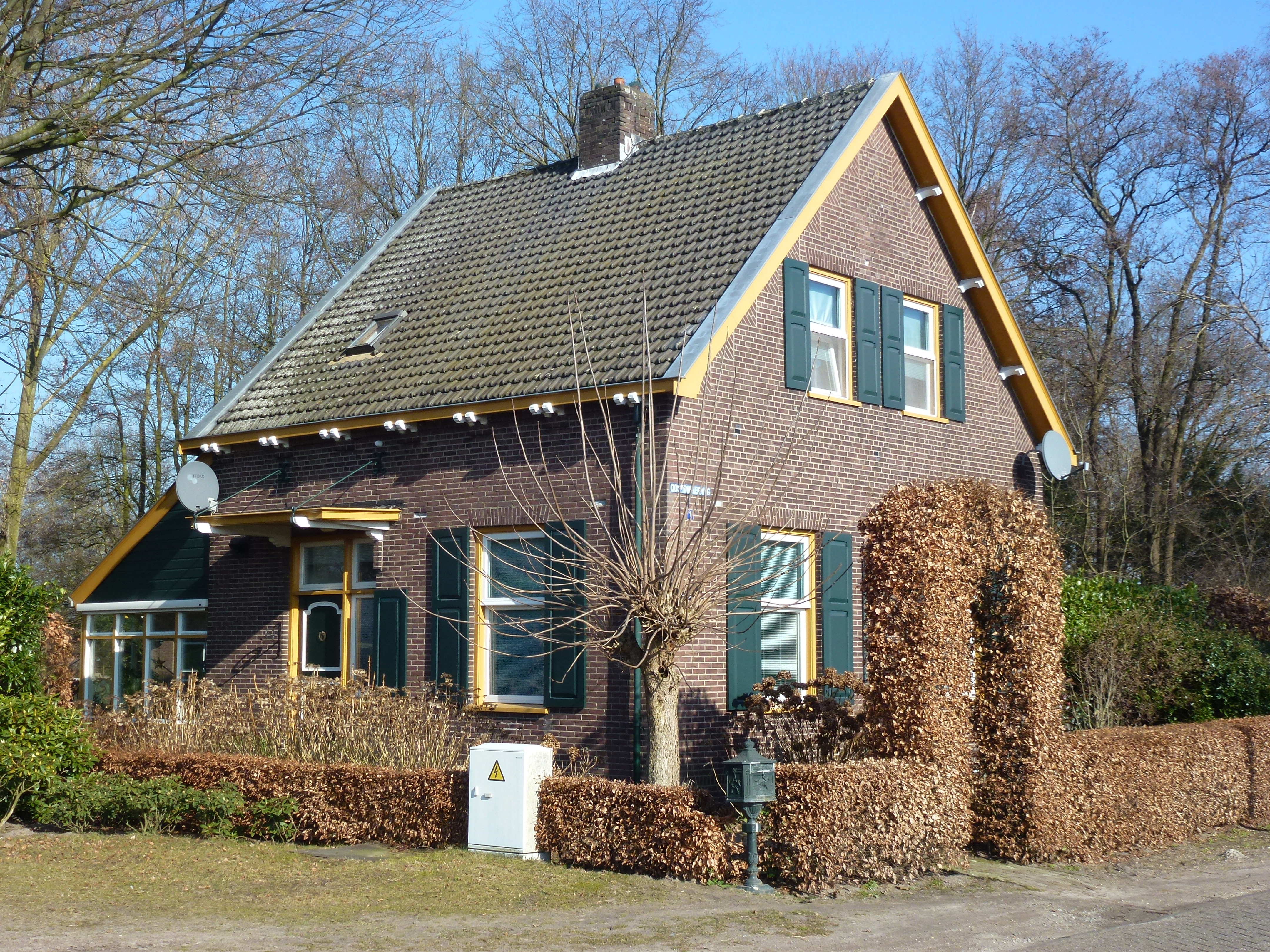
Будинок у Стеркселі
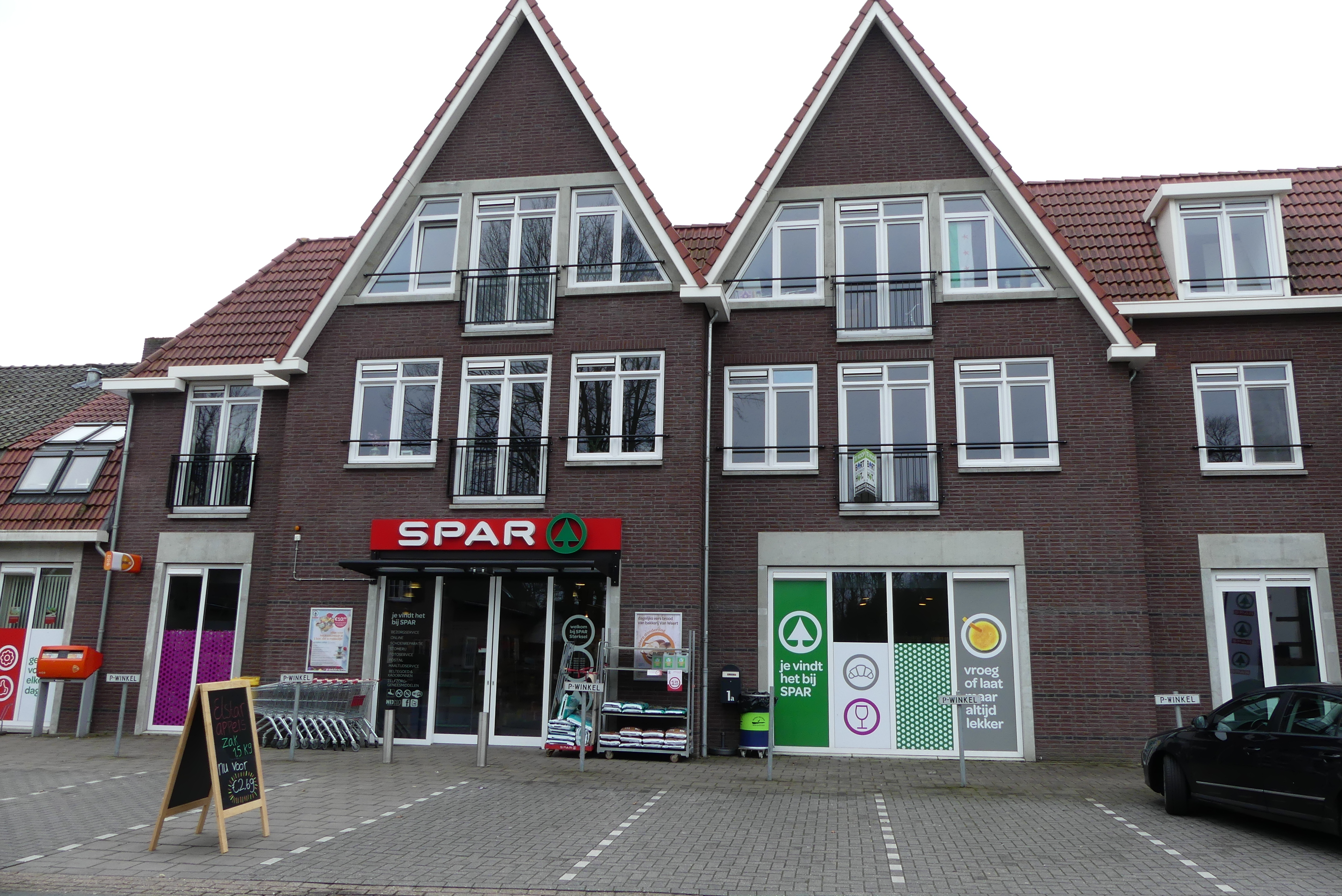
Супермаркет